# 锈毛闭花木
锈毛闭花木（学名：Cleistanthus tomentosus）为大戟科闭花木属下的一个种。

## 扩展阅读
- 維基物種上的相關：锈毛闭花木